# Wissignicourt
Wissignicourt (bei der Gemeindegründung 1793 noch mit der Schreibweise Wuissignicourt) ist eine französische Gemeinde mit 154 Einwohnern (Stand: 1. Januar 2022) im Département Aisne in der Region Hauts-de-France (bis 2015 Picardie). Sie gehört zum Arrondissement Laon und zum Kommunalverband Picardie des Châteaux. Die Einwohner werden Wissignicourtois genannt.

## Geografie
Die Gemeinde Wissignicourt liegt in hügeliger, sehr waldreicher Umgebung (Forêt Domaniale de Saint-Gobain), etwa 15 Kilometer westsüdwestlich der Départements-Hauptstadt Laon. Zwei Kilometer südlich von Wissignicourt verläuft der Canal de l’Oise à l’Aisne parallel zum Fluss Ailette. Zum Gemeindegebiet gehören die Ortsteile La Montagne im Nordwesten und Fontenille im Südosten. Umgeben ist Wissignicourt von den Nachbargemeinden Cessières-Suzy im Norden, Anizy-le-Grand im Osten und Süden, Brancourt-en-Laonnois im Westen sowie Prémontré im Nordwesten.

## Bevölkerungsentwicklung
| Jahr      | 1962 | 1968 | 1975 | 1982 | 1990 | 1999 | 2006 | 2012 | 2022 |
| Einwohner | 106  | 97   | 125  | 180  | 150  | 142  | 148  | 149  | 154  |

Im Jahr 1831 wurde mit 366 Bewohnern die bisher höchste Einwohnerzahl ermittelt. Die Zahlen basieren auf den Daten von cassini.ehess und INSEE.

## Sehenswürdigkeiten

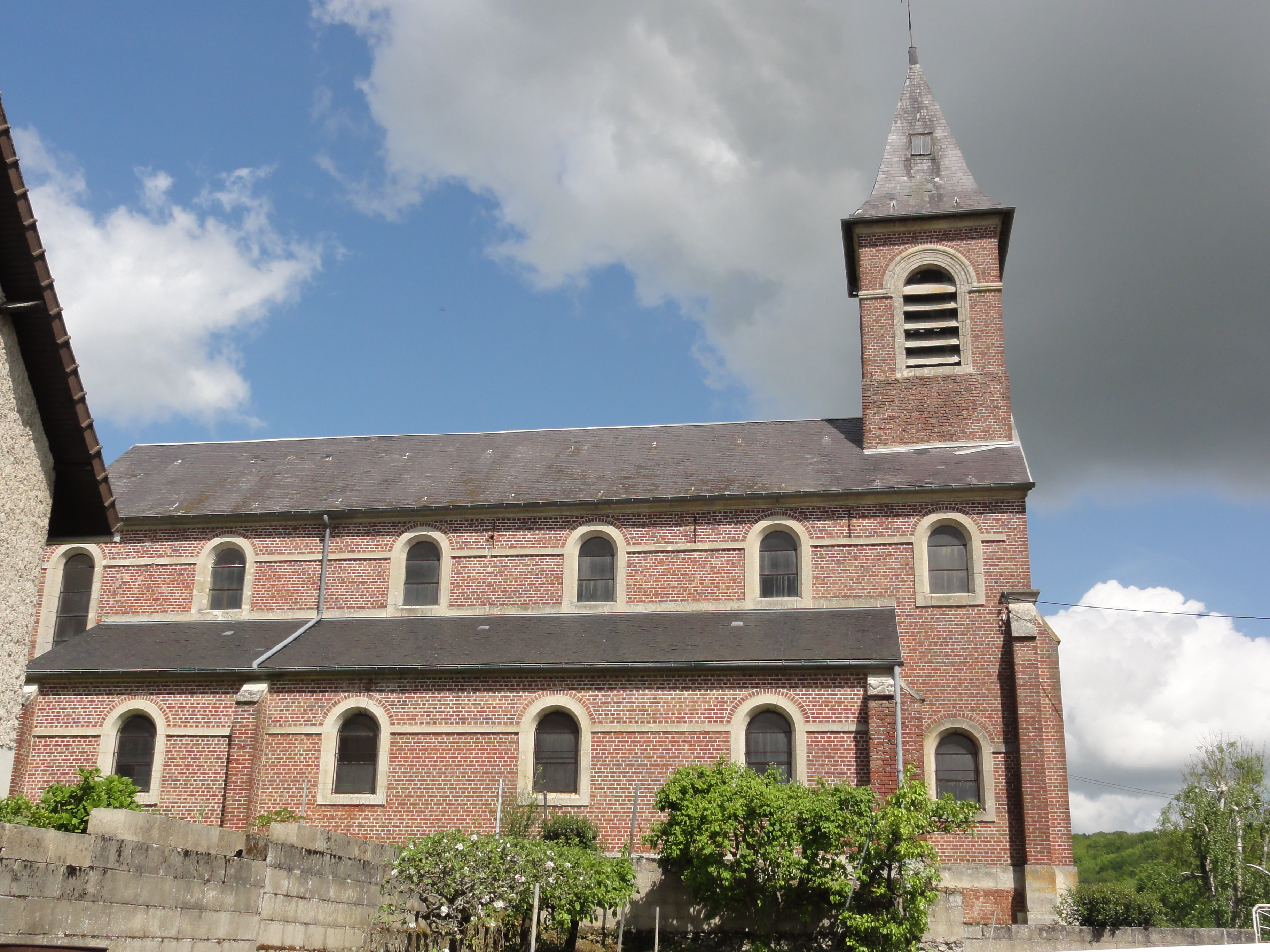
Kirche Saint-Remi
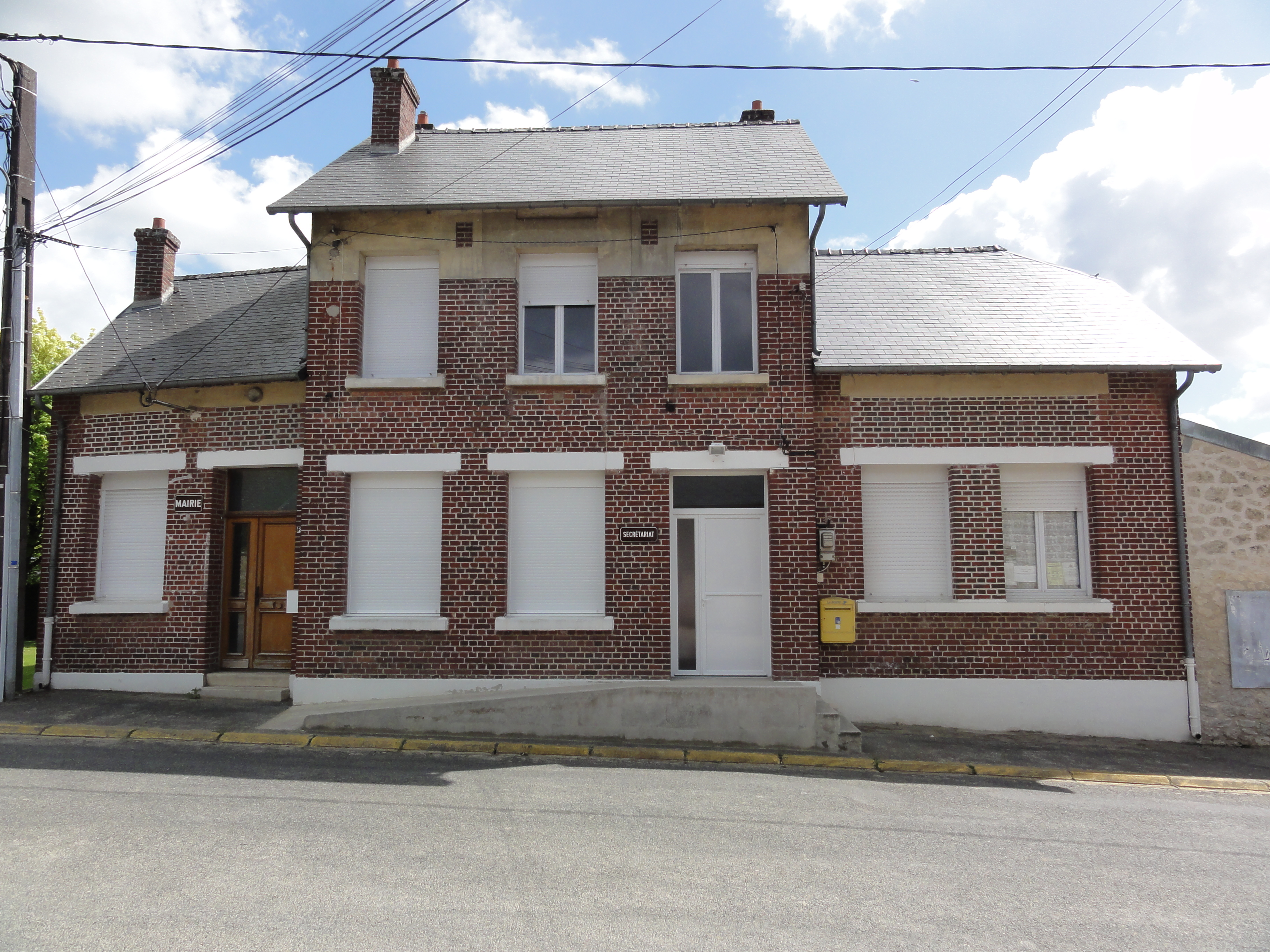
Mairie Wissignicourt
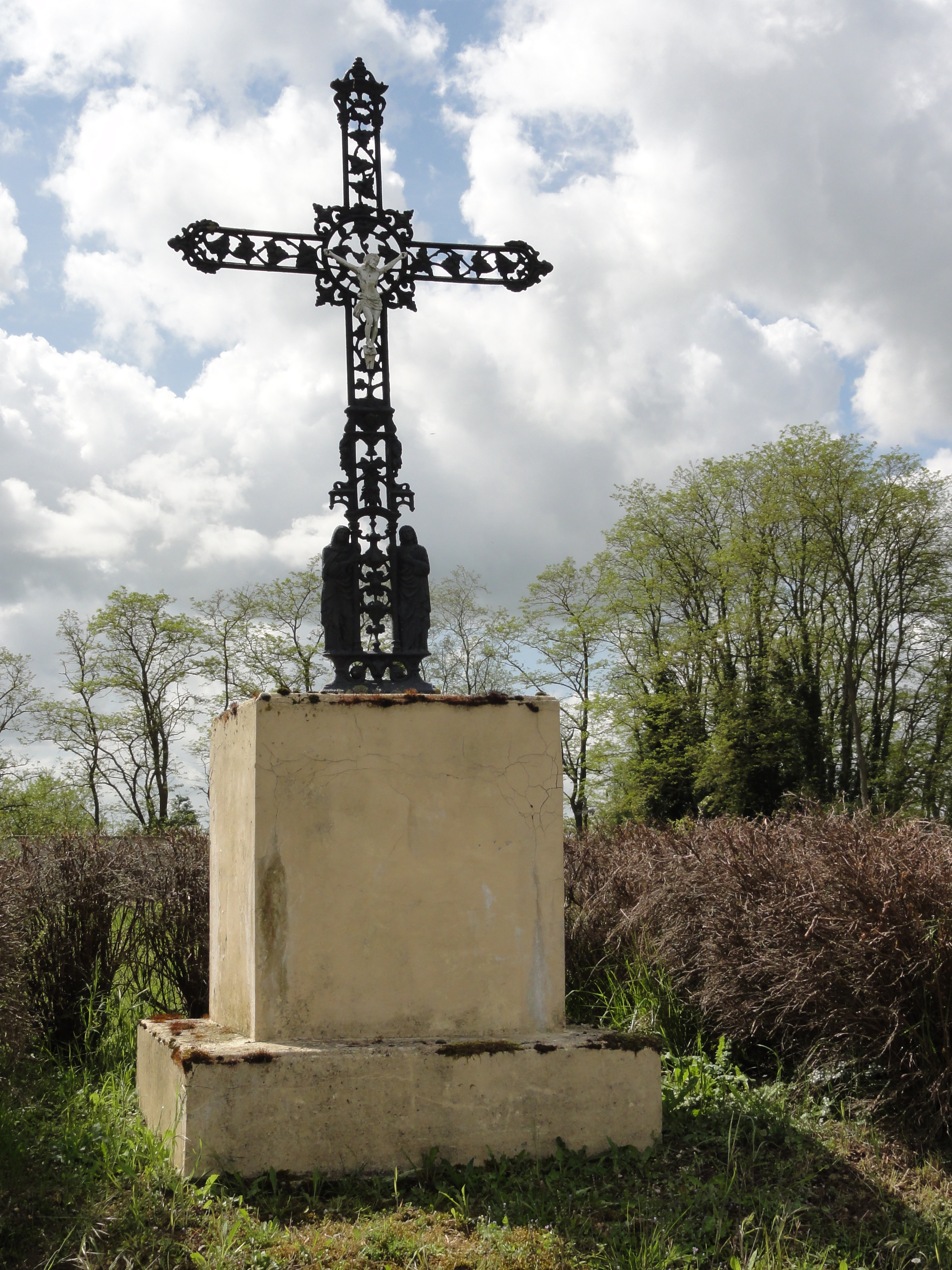
Flurkreuz
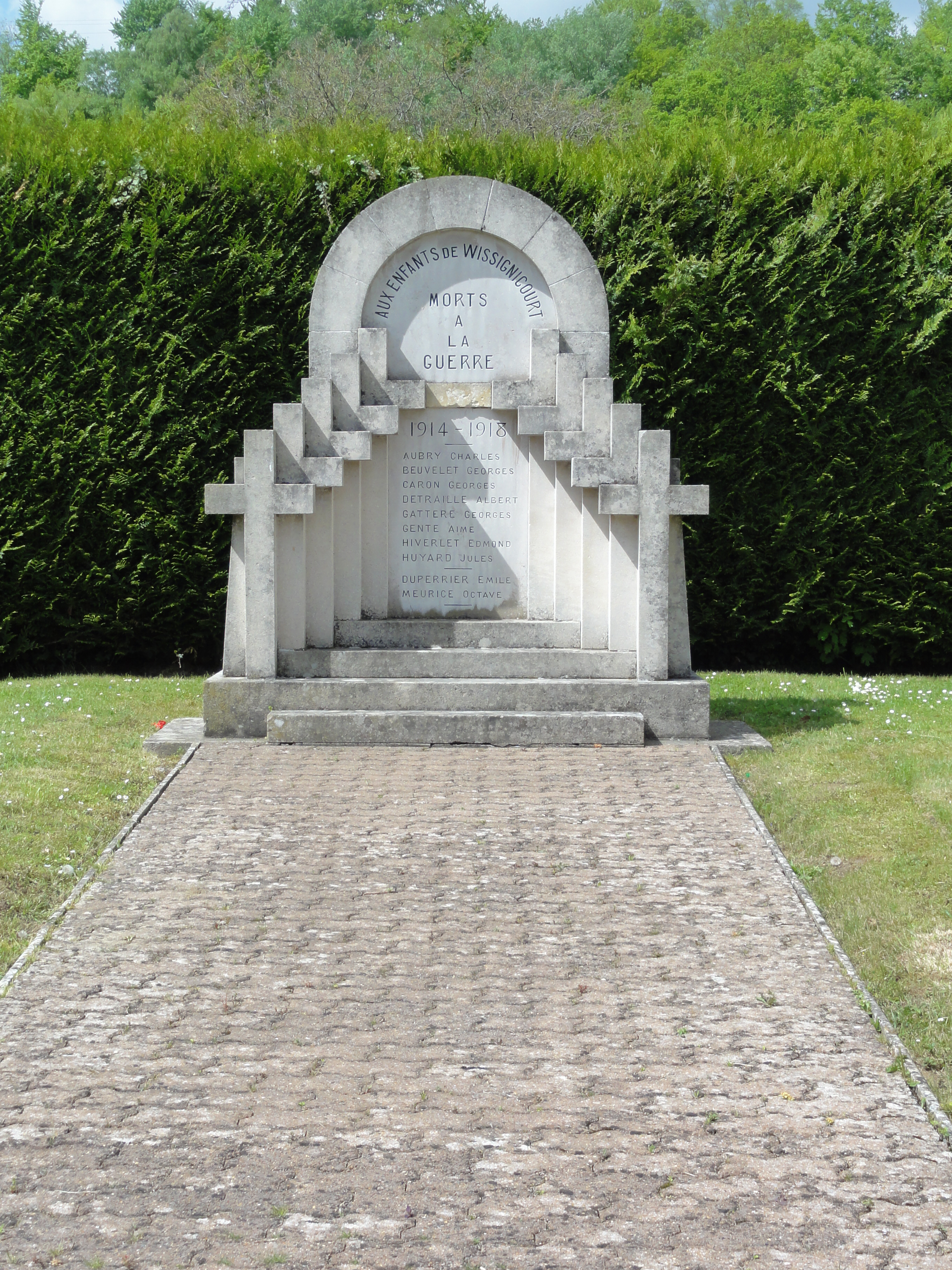
Gefallenendenkmal

- Kirche Saint-Remi
- Mairie Wissignicourt
- Flurkreuz
- Gefallenendenkmal

## Wirtschaft und Infrastruktur
In der Gemeinde Wissignicourt sind drei Landwirtschaftsbetriebe ansässig (Anbau von Getreide, Hülsenfrüchten und Ölsaaten).
Der Bahnhof Anizy-Pinon befindet sich in der drei Kilometer südlich gelegenen Gemeinde Pinon. Nahe Pinon bestehen zwei Anschlüsse an die autobahnartig ausgebaute Route nationale 2 zwischen Laon und Soissons.

## Belege
1. ↑  Ortsbame auf cassini.ehess.fr (französisch)
2. ↑  Wissignicourt auf cassini.ehess
3. ↑  Wissignicourt auf INSEE
4. ↑  Landwirtschaftsbetriebe auf annuaire-mairie.fr (französisch)